# Phillip Wheeler
Phillip Wheeler (Rumson, 23 aprile 2002) è un cestista statunitense.